# Roine Björkstrand
Per Roine "Ilsken" Björkstrand, född 18 april 1934 i Timrå, död där 4 augusti 1999, var en svensk ishockeyspelare (back).
Rosenberg representerade Wifsta/Östrands IF och Gais HK i högsta serien på 1950- och 1960-talet. Han var åren 1968–1970 tränare för Wifstas efterföljare, Timrå IK.